# Pterospermum diversifolium
Pterospermum diversifolium är en malvaväxtart som beskrevs av Carl Ludwig von Blume. Pterospermum diversifolium ingår i släktet Pterospermum och familjen malvaväxter. Inga underarter finns listade i Catalogue of Life.

## Bildgalleri

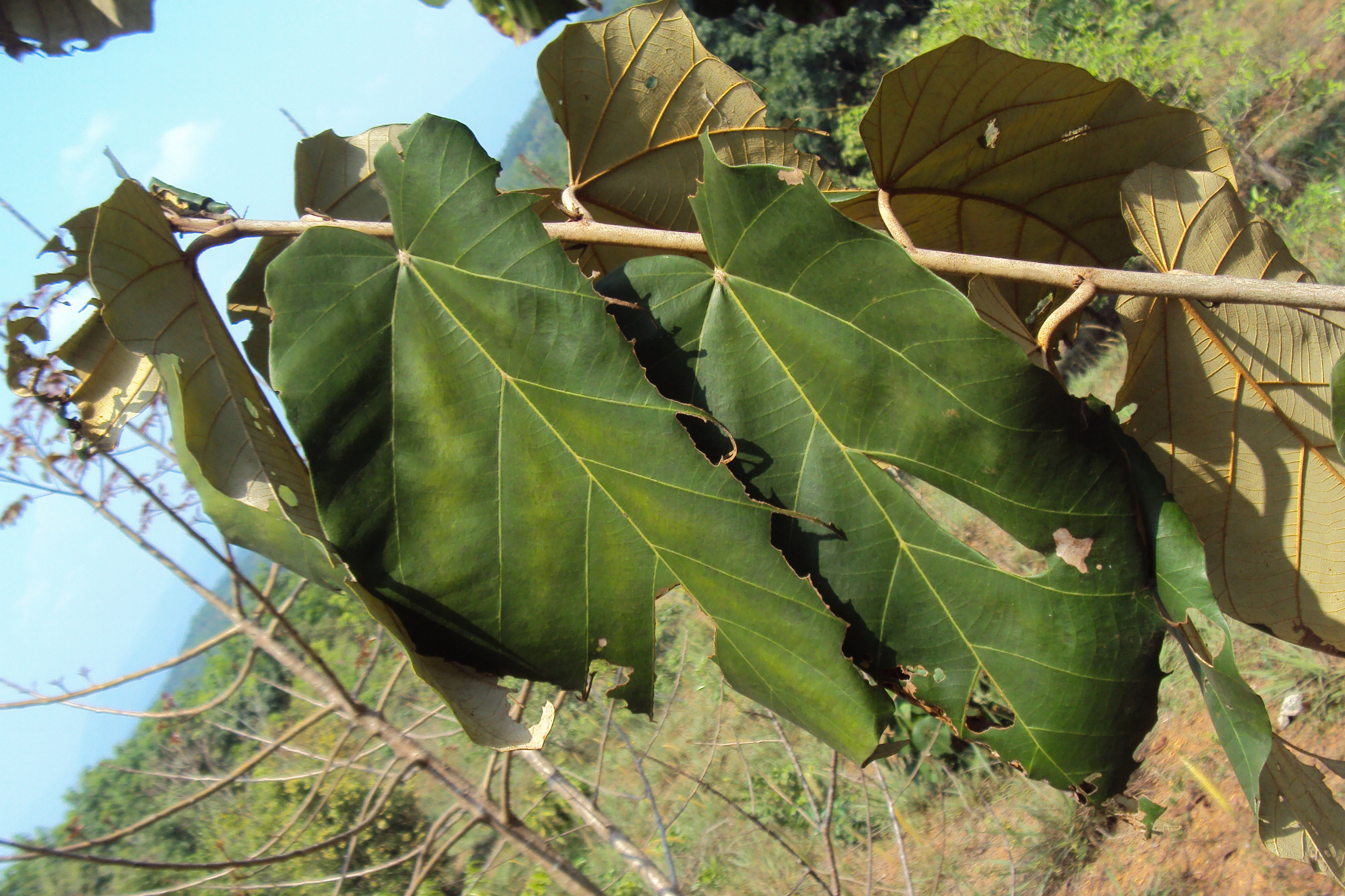
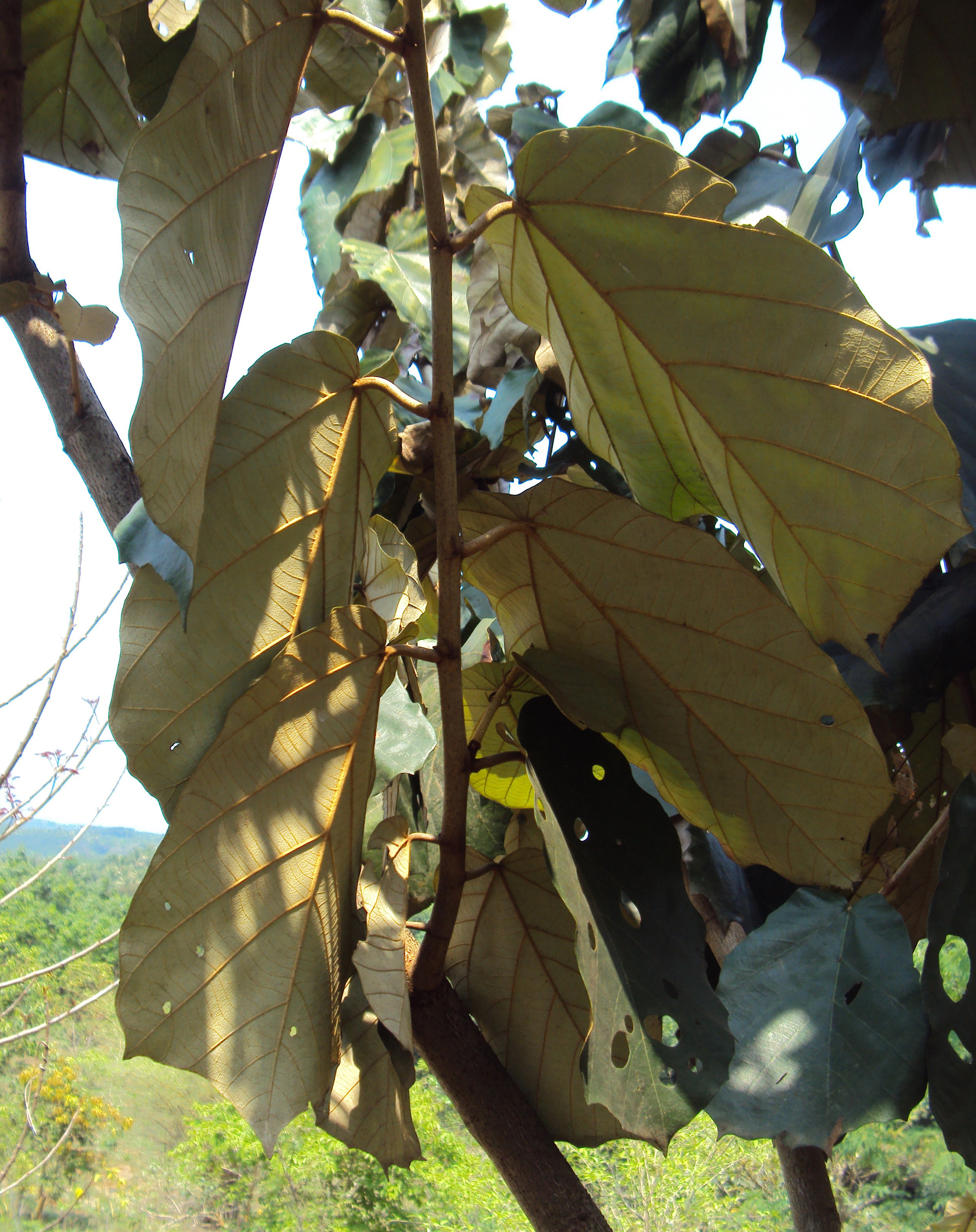
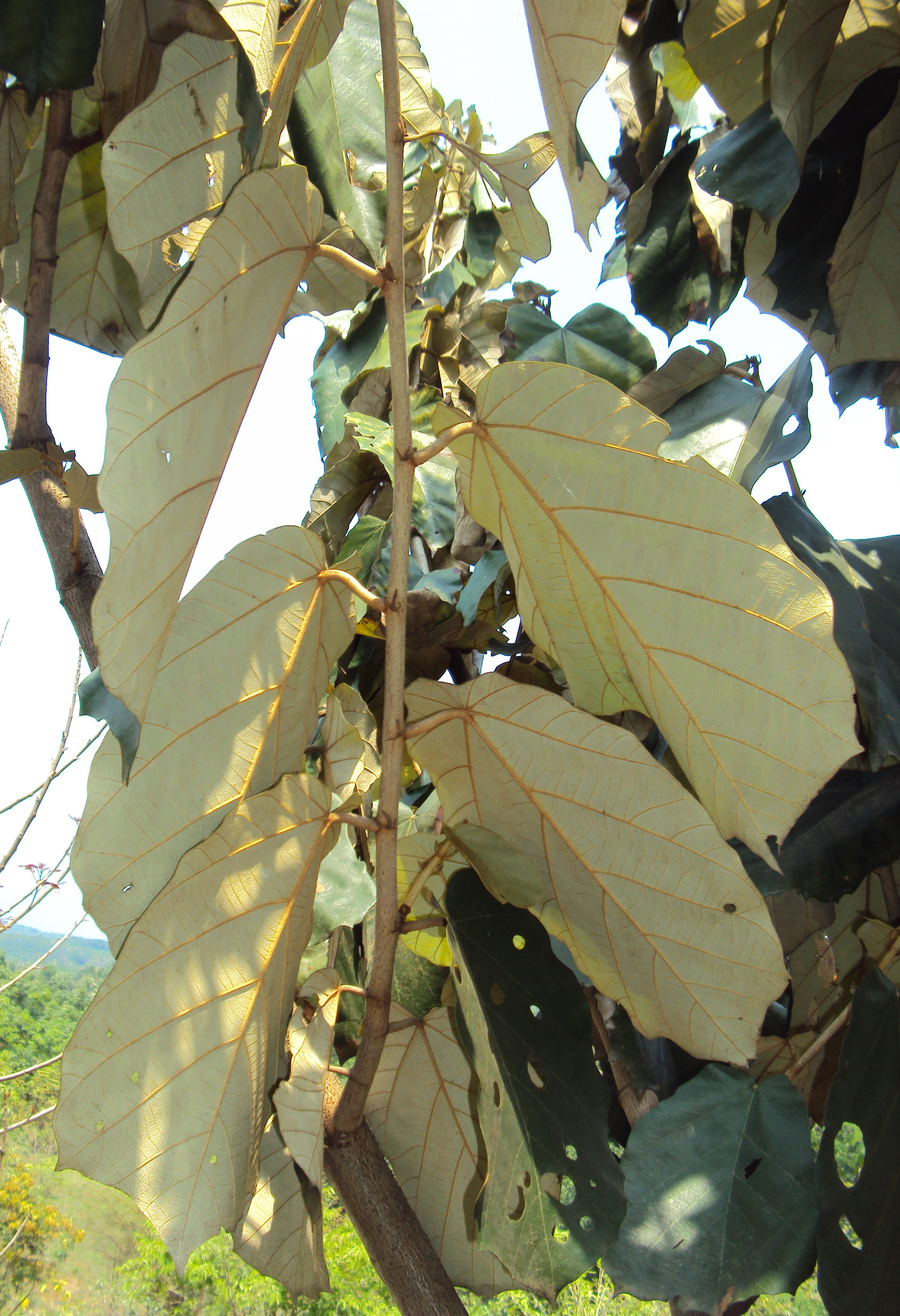
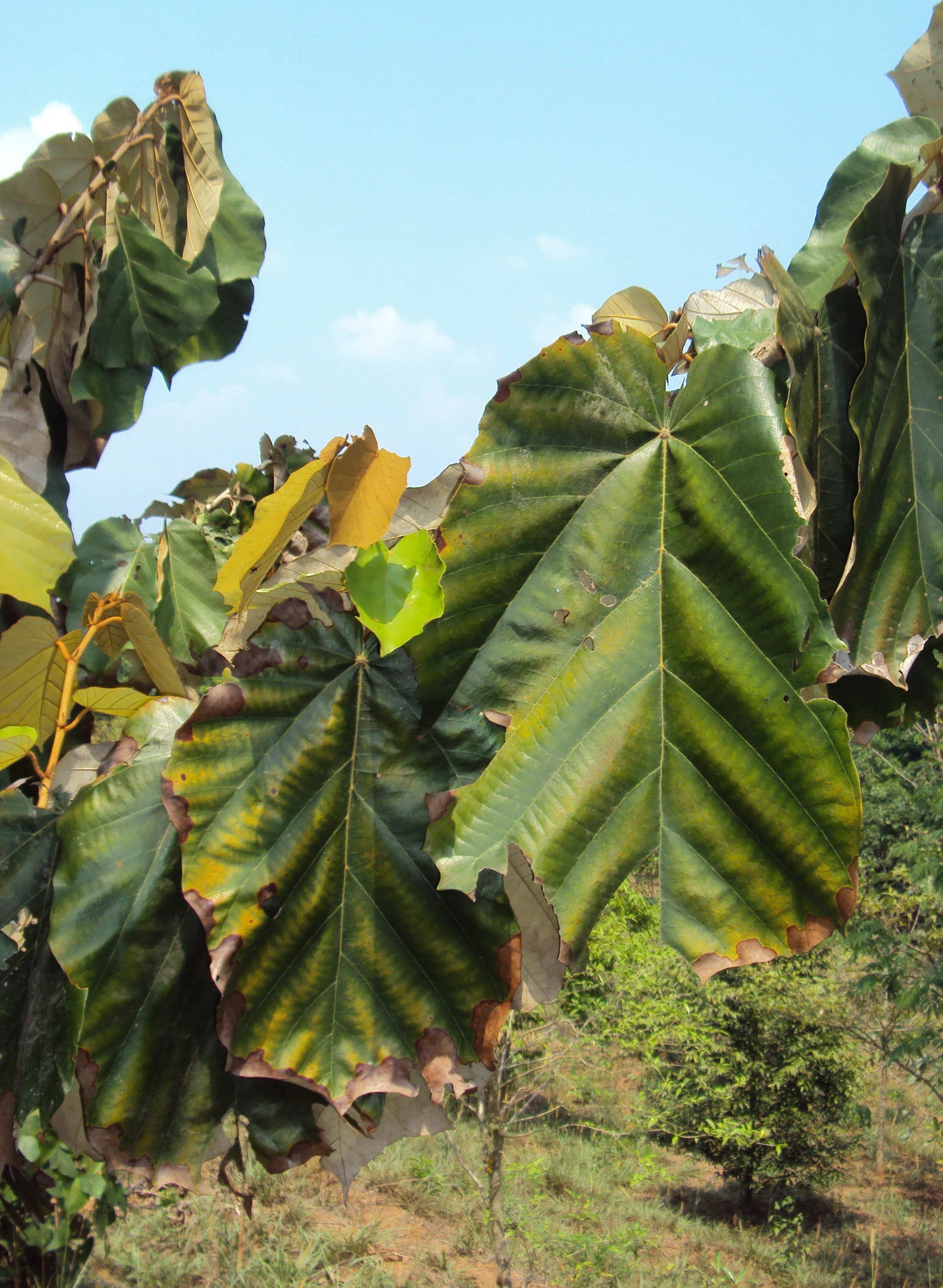
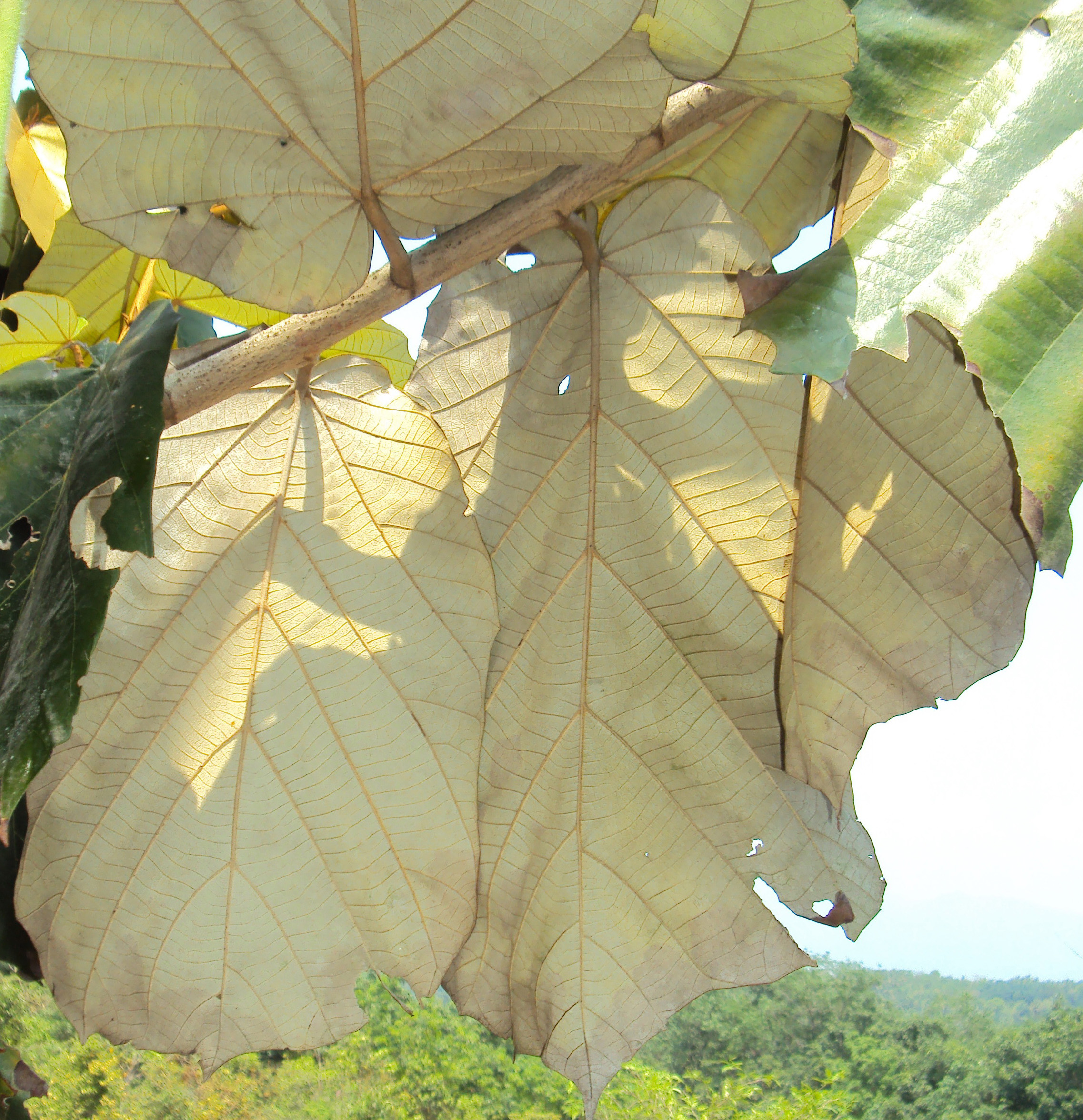
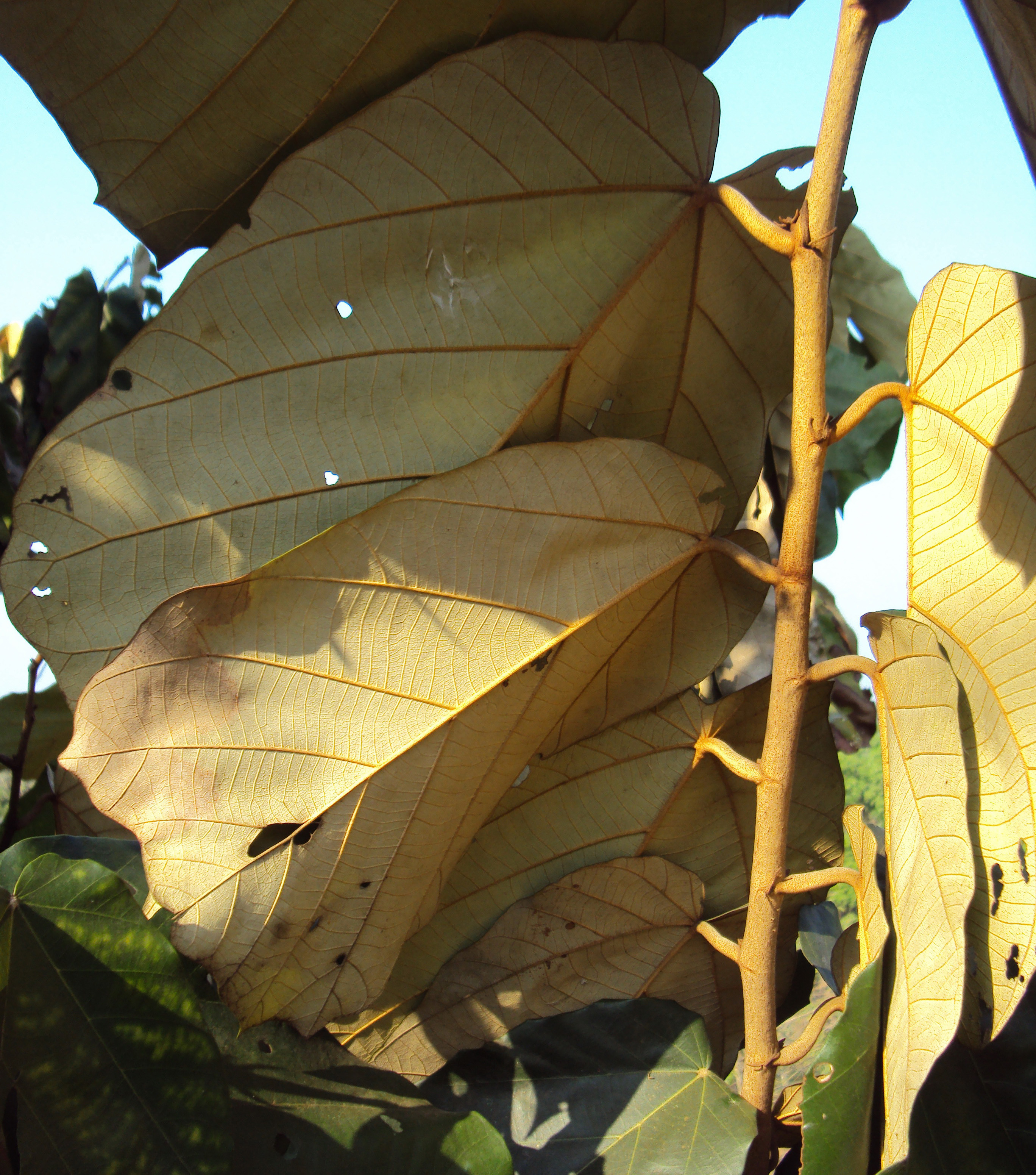